# (200009) 2007 LW4
(200009) 2007 LW4  es un asteroide perteneciente al cinturón de asteroides, descubierto el 8 de junio de 2007 por el equipo del Spacewatch desde el Observatorio Nacional de Kitt Peak, Arizona, Estados Unidos.

## Designación y nombre
Designado provisionalmente como 2007 LW4.

## Características orbitales
2007 LW4  está situado a una distancia media del Sol de 2,376 ua, pudiendo alejarse hasta 2,774 ua y acercarse hasta 1,979 ua. Su excentricidad es 0,167 y la inclinación orbital 2,376 grados. Emplea 1338,47 días en completar una órbita alrededor del Sol.

## Características físicas
La magnitud absoluta de 2007 LW4 es 17,4.